# Rondonia (Gattung)
Atractis ist eine Gattung der Spulwürmer mit vier Arten, die als Parasiten im Darm von Fischen vorkommen.

## Merkmale
Rondonia hat die Merkmale der Atractidae mit einem dreigeteilten Ösophagus aus Corpus, Isthmus und Bulbus, wobei letzterer mit Klappen versehen ist. Die beiden Begattungsorgane (Spicula) der Männchen sind ungleich und haben eine Führungsstruktur (Gubernaculum). Der weibliche Geschlechtstrakt mündet gemeinsam mit dem Darm in einer Kloake. Der Uterus verläuft von hinten nach vorn, das unpaare Ovar besteht aus einer kleinen Zahl von Eizellen.

## Arten
- Rondonia batrachogena Bursey, Goldberg & Kraus, 2014
- Rondonia lophii Gallego Berenguer, 1947
- Rondonia rondoni Travassos, 1920